# Deutsche Billard-Union
Die Deutsche Billard-Union e. V. (DBU) ist der Fachverband für den Billardsport im Deutschen Olympischen Sportbund (DOSB). Die DBU wurde am 20. Juni 1992 gegründet. Sie ging hervor aus dem im April 1911 im Café Bristol in Frankfurt am Main gegründeten Deutschen Amateur-Billard-Bund (DABB), 1955 umbenannt in Deutscher Billard Bund (DBB).
Als Dachverband gehören der DBU ausschließlich die 15 DBU-Landesverbände an. Zum Stichtag 1. Januar 2023 weist die Bestandserhebung 2023 des DOSB 22.816 Mitgliedschaften und 723 Vereine aus. Außerdem beherbergt die Deutsche Billard-Union mit der Deutschen Billard-Jugend (DBJ) eine Abteilung für Nachwuchssport.

## Geschichte

### Vorgeschichte
Schon vor der Gründung des DABB wurde in Deutschland Billard gespielt. Die erste bekannte Vereinsgründung im deutschsprachigen Raum war 1813 der BC Hannover im damals noch zu England gehörenden Fürstentum Hannover, 1837 folgte die BG Münster. Billard war damals eine der ersten Sportarten überhaupt. Führende Nationen waren damals Großbritannien, Frankreich und die USA.
Als Vorreiter und Pioniere dieser Zeit, auch in Deutschland, gelten die Marqueure, Personen, die, ähnlich den Croupiers, als Schiedsrichter und Schreiber fungierten und im Wesentlichen vom Trinkgeld lebten. Um 1850 tauchten die ersten Berufsspieler (Professeurs) auf, die entweder frei arbeiteten oder in den Cafés und Billardsalons angestellt waren. Sie waren unter anderem für die Abrechnung, die Pflege des Spielmaterials (Queues, Tische), den Unterricht und die Organisation von Schaukämpfen verantwortlich.
In Frankreich wurden 1903 zeitgleich zwei konkurrierende Verbände gegründet, die Fédération Française de Billard (FFB) und die Fédération des Sociétés Françaises des Amateurs de Billard (FSFAB) als erste nationale Billardverbände Europas. Die USA hatten mit der National Association of Amateur Billiard Players (NAABP) schon seit 1899 einen Verband. 1906 folgte die Gründung in Belgien (FABB), 1909 in der Schweiz und am 22. Januar 1911 zogen die Niederlande mit dem NBB (Nederlandschen Biljart Bond) nach. In diesem Jahr hatte Deutschland noch keinen eigenen Verband, obwohl namhafte Spieler wie Albert Poensgen, Jaques Zweifel oder Hellmut Kux bereits zur internationalen Spitze des Billardsports gehörten. Um an internationalen Wettbewerben teilnehmen zu können, mussten sich die Spieler als Mitglieder der französischen, belgischen oder schweizerischen Verbände anmelden; so wurden sie auch nicht als deutsche Teilnehmer dieser Wettbewerbe geführt, sondern hatten die jeweilige Nationalität des Verbandes.
Allen voran war es Poensgen, der zur Förderung des Spielbetriebs in Deutschland nichts unversucht ließ. So organisierte er Schaukämpfe mit französischen Spitzenspielern, Turniere zwischen den noch wenigen Clubs und gab selbst Vorführungen. Eines der von ihm initiierten Turniere fand am 13. April 1911 in Frankfurt am Main statt. Teilnehmer waren der französische Weltmeister Alfred Mortier, WM-Teilnehmer Paul Lejeune aus Frankreich, die deutschen Amateurspieler Hellmut Kux und David Nußbaum (Jacques Zweifel war verhindert), er selbst sowie Comte Raymond de Drée (Präsident der FSFAB), Josef Klinger vom belgischen Verband FABB und die Vertreter der Verbände aus Köln, Stuttgart, Solingen und Frankfurt. Im Anschluss an das Turnier kamen die Sportler und Vertreter der anwesenden Clubs zusammen, um neue Organisationsformen für das deutsche Amateurbillard zu beraten und zu entwickeln. Es zeigte sich, dass es an der Zeit war, es den Franzosen, Belgiern und Schweizern gleichzutun.

### Deutscher Amateur-Billard-Bund (DABB) 1911–1933

Artikel vom 18. April 1911 in der
• Frankfurter Zeitung (oben)
• Billard-Zeitung Fa. Dorfelder/Mainz (unten)

Am 18. April 1911 war es so weit. Den Anstoß gab letztlich auch die Gründung des niederländischen NBB im Januar. Die Gründungsunterlagen sind nicht erhalten geblieben, wohl aber die Artikel in der Frankfurter Zeitung und der Billard-Zeitung dieser Tage (s. Bild rechts). Zu den Gründungsmitgliedern gehörten:
- Robert Court, Leopold Seligmann, Freiherr Maximilian von Brachel – Köln
- Hellmuth Kux – Hamburg
- Samuel Gottlieb, Dir. Karrer – Stuttgart
- Paul Haering – Solingen
- Albert Poensgen – Düsseldorf
- Georg Hoffmann, D. Leschkorn, O. Müller, Kurt Simon, H. Weisbarth, W. Wiederholt, S. Lissmann – Frankfurt am Main
- Hans Donalis – Berlin

sowie als assoziierte Mitglieder:
- Josef Klinger – Brüssel
- Alfred Mortier – Paris

Die Mitgliedschaft war sowohl für Clubs als auch für Einzelpersonen vorgesehen. Oberstes Ziel des neuen Verbandes war die Förderung möglichst vieler neuer Vereinsgründungen und die erstmalige Organisation von nationalen Meisterschaften und internationalen Turnieren.
Der Frankfurter Verleger Kurt Simon, Enkel des Gründers der Frankfurter Zeitung Leopold Sonnemann, wurde zum ersten Präsidenten gewählt. Dementsprechend entschied man sich, die Mainmetropole auch zum ersten Verbandssitz zu machen. Fast zeitgleich schlossen sich die Professionals am 1. Mai 1911 im Deutschen Billard Meister Verband (DBMV) zusammen.
1913 war die Zahl der angeschlossenen Vereine bereits auf 17 angewachsen. Bei der Generalversammlung am 30. März dieses Jahres kandidierte Simon aus gesundheitlichen Gründen nicht mehr für das Präsidentenamt. Als neuer Präsident wurde Hauptmann a. D. Franz Kübel aus Berlin gewählt. Er war gleichzeitig Vorsitzender des Deutschen Billard-Clubs in Berlin. Zu seinem Stellvertreter ernannte er den Berliner Gustav Braunbeck, dem es auch zu verdanken ist, dass es mit der Billard-Welt ab Oktober 1913 auch zum ersten Mal ein Verbandsorgan gab. Vom 25. bis 30. Januar richtete der DABB die erste deutsche Meisterschaft der 1. Klasse aus. Erster Titelträger war der Favorit Albert Poensgen. Schon ein Jahr zuvor (6.–11. Januar 1912) hatte der Verband eine Meisterschaft der 2. Klasse im Cadre 45/2 ausgerichtet.
Der Erste Weltkrieg unterbrach dann bis zu seinem Ende 1918 den regelmäßigen Spielbetrieb. Über die Zeit zwischen 1914 und 1921 ist nur wenig bis gar nichts bekannt. Dokumentationen über Spiele oder Turniere fehlen komplett. Der Vorstand tagte nicht mehr, Präsident Franz Kübel wurde reaktiviert und ins Kriegsgeschehen eingebunden.
1921 erfolgte im Rheinland, initiiert durch den Kölner Billard Club (KBC), der erste Wiederaufbau. Der Vorsitzende des KBC, Robert Court, hatte schon 1911 zu den Gründungsmitgliedern des DABB gehört und ließ nichts unversucht, auch unter größten Mühen wieder einen regelmäßigen Spielbetrieb auf die Beine zu stellen. So war es auch nicht verwunderlich, dass er im Januar des Jahres zum dritten Präsidenten gewählt wurde. Er sollte dieses Amt für die nächsten 31 Jahre innehaben, so lange wie niemand zuvor. Seit diesen Tagen ist Köln auch offizieller Amtssitz des Verbandes, egal welchen Namen er gerade trägt, ob DABB, DABV, VDBA, DBB oder DBU.
Court sorgte dafür, dass ab April 1921 wieder eine regelmäßige deutsche Meisterschaft ausgerichtet wurde. Er konnte dies nicht allein schaffen. Zu seinen stärksten Mitstreitern zählten unter anderem Albert Poensgen, Carl Foerster, Werner Sorge, Albert Herging und Walter Lütgehetmann. Ein reines Funktionärswesen, wie es heute üblich ist, gab es zu dieser Zeit nicht. Alle Funktionäre, auch Court, waren auch aktive Turnierspieler. Weiterhin sorgte Court auch für das Neuerscheinen der Billardzeitung Billard-Welt, die mit Beginn des Krieges 1914 aus Material- und Maschinenmangel hatte eingestellt werden müssen. Das „Ein-Mann-Projekt“ des Kölners wurde unter seiner Leitung als Chefredakteur schnell zu einer der bedeutendsten Publikationen in diesem Bereich in Europa. Sie konnte der französischen Le Billard Sportif und der niederländischen Biljartwereld bzw. Biljartrevue durchaus auf Augenhöhe gegenübertreten. Über die Jahre gab es viele Helfer, Schreiber und Mitarbeiter, doch blieb das Blatt immer fest in den Händen des Chefredakteurs Court. So gelang es ihm auch, die Zeitung während des Nationalsozialismus am Leben zu erhalten und sie 1947 nach dem Ende des Zweiten Weltkriegs zum zweiten Mal wiederzubeleben.
Durch Poensgens unermüdliche Bemühungen und seine internationale Anerkennung wurde der DABB am 12. Mai 1926 in den drei Jahre zuvor gegründeten Weltverband UIFAB (Union Internationale des Fédérations des Amateurs de Billard) aufgenommen, die kriegsbedingten Folgen wurden überwunden und der DABB wurde wieder zu einem der bedeutendsten Verbände in Europa. Zum ersten Mal nach 1908 und 1911 nahmen wieder deutsche Spieler an den Welt- und Europameisterschaften teil. International erfolgreich waren in den späten 1920er Jahren u. a. Poensgen, Ludwig Meyer, Werner Sorge und Carl Foerster. Poensgen konnte seine Bemühungen um den Verband und die internationale Anerkennung mit dem Gewinn der ersten deutschen WM-Medaille für Deutschland bei der Cadre-45/2-Weltmeisterschaft in Genf krönen.

### Deutscher Amateur Billard Verband (DABV) 1933–1945
Im Oktober 1933 erfolgte per Dekret die „Gleichschaltung des deutschen Billardsports“. Der DABB verlor damit nicht nur seine Eigenständigkeit, sondern auch seinen Namen. Die Anordnung verfügte eine Umbenennung in „Deutscher Amateur Billard Verband“ (DABV) und wurde als Fachsäule 7 des Reichsführerrings mit dem Kegelsport zusammengefasst. Dieser hatte auch die Leitung inne. In diesem Zuge wurden auch alle demokratischen Strukturen zerschlagen und der Reichssportführer Hans von Tschammer und Osten beauftragte Robert Court mit den Belangen des Verbands. Court durfte sich fortan nicht mehr Präsident oder Vorsitzender nennen, sondern erhielt den Titel „Führer“, das Präsidium hieß nun „Führerbeirat“. Die alten Bezirke wurden durch die 17 neuen Gaue ersetzt, die sich mehr nach nationalsozialistischen Belangen als nach billardsportlichen Strukturen ausrichteten und deren Leitung von „politisch einwandfreien“ Gauleitern übernommen wurde. Zeitgleich mit der Umbenennung wurden alle Vereine des ehemaligen DABB mit einer neuen Satzung und mit Zwangsabgaben belegt. Die Zwangsmitgliedschaft im DABV führte daraufhin zu einer 50%igen Auflösungswelle von Vereinen. Die meisten Mitglieder wollten sich unter solchen Voraussetzungen nicht mehr billardsportlich betätigen. Die politische Macht griff massiv in das sportliche Geschehen ein. Harmlos waren die Verordnungen über das Aufstellen der Hakenkreuzfahne und den obligatorischen Hitlergruß, schlimmer waren dagegen die Repressalien gegenüber Juden, kritischen Sportlern und Funktionären. Sie verloren ihre Spiel- und Startberechtigungen, Ämter und wurden schließlich vom Vereinswesen ausgeschlossen. Das Denunziantentum hatte auch vor dem Sport nicht Halt gemacht. Als bekanntestes Beispiel wurde der damals beste deutsche internationale Spieler August Tiedtke für zwei Jahre vom Reichssportführer gesperrt, nachdem ein Kollege ihn nach seiner Rückkehr aus den USA denunziert hatte. Tiedtke wurde dabei zum Verhängnis, dass er bei einem Interview in den USA auf die Frage, ob er sich vorstellen könne, auch in den USA zu spielen, mit „Ja“ geantwortet hatte.
Auch die Billard-Welt blieb nicht von politischen Repressalien verschont. So musste sie regelmäßig Propagandaaufrufe und Durchhalteartikel veröffentlichen, und auch hier waren das Hakenkreuz und der „Deutsche Gruß“ allgegenwärtig. Kritische Äußerungen waren ebenso zu unterlassen und wurden von entsprechenden Organen auf deren Einhaltung hin überprüft und geahndet. Zwar gelang es Court, Poensgen und den anderen Funktionären, in dieser schwierigen Zeit neben den nationalen Wettbewerben auch weiterhin internationale Turnierbeteiligungen und Kontakte zu pflegen, doch kam es aufgrund der politischen Eingriffe Deutschlands in den Sport zu einer Auseinandersetzung mit der UIFAB, in dessen Folge der DABV 1934 von der UIFAB ausgeschlossen wurde und so nicht mehr in der Lage war, am internationalen Turnierbetrieb teilzunehmen. Wieder waren es Poensgen und Court, die in langen Gesprächen und Verhandlungen die internationale Billardgemeinde 1935 davon überzeugen konnten, dass die Spieler und die meisten Funktionäre sich nicht dem politischen System, sondern allein dem Sport verpflichtet fühlten, woraufhin der Ausschluss zurückgenommen wurde.
Während der Kriegsjahre kam nicht nur das internationale, sondern auch das nationale Sportgeschehen völlig zum Erliegen. Anfang 1943 stellte die Billard-Zeitung zum zweiten Mal nach 1914 ihr Erscheinen kriegsbedingt ein, Nachrichten über die noch vereinzelt stattfindenden Spiele wurden mündlich oder per Brief übermittelt.

### Deutscher Billard Bund (DBB) 1945–1999
Nach dem Krieg waren die meisten Spieler entweder gefallen, in Kriegsgefangenschaft oder sie hatten mit dem Erwerb des täglichen Brotes zu tun, sodass in den ersten Friedensjahren nicht vorrangig an den Sport gedacht wurde. Zudem waren auch viele Spielstätten und Tische zerstört; die noch vorhandenen wurden zu Heizmaterial „verarbeitet“.
Als Erste schafften es die Hamburger 1946 ein erstes Turnier (Hamburger Meisterschaft von 1946) auf die Beine zu stellen. Da der DABV nicht mehr existierte und Vereinsgründungen von den Alliierten noch verboten waren, gründete man einen „Arbeitsausschuss“ als Ausrichter und Träger der Turniere. Um auch die bekannten Spitzenspieler August Tiedtke, Gerd Thielens, Siegfried Spielmann und andere aus den unterschiedlichen alliierten Zonen nach Hamburg zu holen, wurden diese kurzerhand als Mitglieder dieser Arbeitsausschüsse deklariert.
1947 wurde das Vereinsverbot durch die Alliierten wieder aufgehoben, jedoch auf die jeweilige Zone beschränkt. Am 12. Juli trafen sich dann in Köln-Vohwinkel die Vertreter von mehr als 200 Vereinen und gründeten den Billard Amateur Verband Nordrhein-Westfalen (BAV). Eine zonenübergreifende Organisation war immer noch nicht erlaubt, jedoch sah die Satzung des BAV für diesen Fall ausdrücklich die Neugründung eines nationalen Verbandes vor. Der BAV führte unterdessen die Ausrichtung der in Hamburg begonnenen Meisterschaften fort und es gelang ihnen, für diese inoffiziellen „Deutschen Meisterschaften“ die in den anderen Zonen lebenden Spieler zu gewinnen. Über eine Mitgliedschaft wurde nicht gesprochen, man definierte sie einfach als „Gastspieler“. Dies war der einzige Weg, die Beschränkungen der jeweiligen Militärregierung zu umgehen. Als auch diese im Februar 1950 aufgehoben wurden, entstand aus dem regionalen BAV der nun national arbeitende Verband Deutscher Billard Amateure (VDBA). Als Präsident wurde erneut der Kölner Robert Court wiedergewählt. Ihm und Poensgen gelang es ein Jahr später erneut, Mitglied der UIFAB zu werden. Es war auch 1947, als Court die Billard-Zeitung zum zweiten Mal wiederbelebte – in den Anfangsjahren noch mit Feder oder Schreibmaschine, denn Druckmaschinen waren noch Mangelware. 1952 erschien sie dann zum ersten Mal als gedruckte Ausgabe nach dem Krieg und konnte sich, auch dank des unermüdlichen Kolumnisten Eduard Knops, Sponek genannt, schnell wieder als eines der wichtigsten europäischen Organe einen Namen machen.
In den 1950er Jahren – der VDBA hatte sich 1955 in Deutscher Billard Bund (DBB) umbenannt – entwickelte sich dieser erneut neben den französischen, belgischen und niederländischen Verbänden zum bedeutendsten Nationalverband der UIFAB. Deutlich erkennbar war dies unter anderem daran, dass zwischen 1952 und 1960 in Deutschland 14 Welt- und Europameisterschaften stattfanden. So konnte man auf Augenhöhe mit den klassischen Billardnationen ziehen, diese sogar teilweise überflügeln.
Trotz seiner Bemühungen und Erfolge während seiner 31-jährigen Amtszeit verspürte Court auch Verbitterung, sodass er im August 1952 nicht mehr für die Präsidentschaftswahl zur Verfügung stand. Er übergab an den jüngeren Karlheinz Krienen, der dieses Amt bis 1964 bekleidete. Schon unter Courts hatte es Konflikte gegeben, so auch unter Krienen. Dies führte zu einer zehnmonatigen Amtsübergabe an Willi Richter, bevor Kriegen im März 1958 wieder seine Stelle übernahm. Krienen ist es zu verdanken, dass der DABV 1954 die letzte Hürde auf dem Weg zur Gleichberechtigung mit anderen Sportarten nahm und in den 1950 gegründeten Deutschen Sportbund (DSB; später Deutscher Olympischer Sportbund) aufgenommen wurde. Sein starkes Engagement auf internationaler Ebene verhalf dem DBB zu einem bisher nicht dagewesenen Ansehen bei den anderen Nationalverbänden. So kam es 1956/57 durch ihn zur Einführung der Europäischen Jugendturniere, die 1967 mit der Einführung der Junioren-Europameisterschaft gipfelte – eine Initiative, die auf Kriegen zurückgeht. Auch er kümmerte sich um die Billard-Zeitung, die unter seiner Führung ein nie wieder erreichtes hohes Niveau besaß.
Mitte der 1950er Jahre erlebte der DBB einen deutlichen Aufschwung und die Mitgliedszahlen stiegen an. Titelkämpfe fanden nicht nur auf dem großen Brett statt, vielmehr war das kleine Billard immer noch unverzichtbar für die Nachwuchsarbeit und den Breitensport. Mannschaftswettbewerbe gab es zwar auch, aber nur auf den kleinen Billard, auf dem Matchbillard wurden auf nationaler Ebene aber kaum Mannschaftswettbewerbe abgehalten. Dies änderte sich erst etwa zehn Jahre später, Mitte 1960, mit der Einführung der Billard-Bundesliga.
Vom 14. bis 16. April 1961 feierte der DBB sein 50. Jubiläum mit einem großen Festakt in Köln. Bestandteil des Festes waren nicht nur eine Leistungsschau der Landesverbände und der Empfang von internationalen Gästen, sondern auch die Auszeichnung von herausragenden Persönlichkeiten, unter anderem für den damals 80-jährigen Albert Poensgen für seine langjährige Aufopferung und Förderung des Billardsports.
Die 1960er und 1970er Jahre waren die Blütezeit des DBB mit so erfolgreichen Spielern wie Gert Tiedtke, Dieter Müller, Klaus Hose (ehemaliger Bundestrainer) und Siegfried Spielmann; dementsprechend leicht war auch das Präsidentenamt der drei Vorsitzenden Hildebrand (1964–1969), Schulz (1969–1972) und Faßbender (1972–1982) zu dieser Zeit. Vor dem Hintergrund der Erfolge seiner Spieler ersann der DBB 1970 die Idee eines Billardsport-Leistungszentrums, das aber erst 17 Jahre später, am 14. Januar 1987, in Bottrop verwirklicht werden konnte. Als Zwischenlösung diente bis dahin ein fahrbarer Billardtisch in Matchgröße zu Trainings- und Wettkampfzwecken.
Die 1980er und 1990er Jahre wurden durch die Präsidentschaft von Wolfgang Rittmann geprägt. Er wird zu den „großen Drei“ gezählt. Zwar musste er nicht wie Courts oder Krienen um die Existenz der Organisation oder die Anerkennung des Verbandes auf internationaler Ebene kämpfen (wie Erstgenannter) oder sich um den sportlichen Erfolg kümmern (wie Letztgenannter), aber er hatte mit heftigen Auseinandersetzungen zwischen den Professionals und Amateuren zu kämpfen. Nach der Wende kamen die Probleme mit der Vereinigung bzw. Übernahme der Billardvereinigung DBSV der DDR hinzu, die auch nicht immer reibungslos ablief. Auch hatte er Probleme mit der ökonomischen Ausrichtung der Vermarktungsgesellschaft SMV 1986 und der Frage der Öffentlichkeitsarbeit. Großen Erfolg und großes Verdienst hatte Rittmann mit der Sicherung von Welt- und Europameisterschaften in Deutschland. Zwischen 1989 und 1995 wurden die WM im Triathlon mit der parallel stattfindenden Billardmesse zu einem großen Erfolg. Rittmann ist es weiterhin zu verdanken, dass die Mannschaftsmeisterschaften im Dreiband seit 1990 ununterbrochen in Deutschland (Viersen) stattfinden. Ein weiterer Schritt für Rittmann war die Ausdehnung des Verbandes auf die verschiedenen Karambolagearten und der Zusammenschluss des Verbandes mit dem Deutschen Pool Billard Bund (DPBB). Nach langen Verhandlungen, Auseinandersetzungen und mühevollen Vorgesprächen folgte dann im Juni 1992 die Auflösung beider Verbände mit gleichzeitiger Neugründung der Deutschen Billard-Union. Einfacher lief es mit den Kollegen der Abteilung Snooker. Diese hatten mit ihrem Deutschen Snooker Kontrolle Verband (DSKV) schon länger mit der DBU parallel existiert und zusammengearbeitet, bevor er 1999 in ihr aufging.

### Deutscher Billard Sport-Verband der DDR (DBSV) 1947–1990
Am 3. Dezember 1949 wurde in Jena ein erster DDR-Verband, die „Sektion Billard“, gegründet. Ziel war die Ausrichtung von Meisterschaften und Mannschaftswettbewerben in der sowjetischen Besatzungszone. Anfangs wurde auf „kleinen Billards“, ab 1955 auf Matchbillards gespielt. Am 13. April 1958 erfolgte in Leipzig die Umbenennung bzw. Gründung des „Deutschen Billard Sport-Verbands“ (DBSV) und die Aufnahme in die CEB. 1984 hatte der DBSV 9.405 Mitglieder. Am 8. Dezember 1990 fanden die ehemaligen Mitglieder mit ihren neuen Landesverbänden Brandenburg, Mecklenburg-Vorpommern, Sachsen-Anhalt, Sachsen und Thüringen Aufnahme beim DBB, inklusive der in Sachsen typischen Karambolagevariante Kegelbillard. Aufgrund der neuen finanziellen Situation – zu DDR-Zeiten waren viele Vereine größeren Wirtschaftsbetrieben angegliedert gewesen – überforderte das Budget die meisten Vereine, sodass vielerorts die Vereinsauflösung die Folge war. Während ihrer Bestandszeit organisierte sie unter anderem die DDR-Dreiband-Meisterschaft.

### Heute
Aufgrund von Unstimmigkeiten bei seiner Arbeit wurde der amtierende Präsident der DBU, Michael John, am 13. Mai 2017 auf einer außerordentlichen Mitgliederversammlung in Bochum abgewählt. Am 17. Juli 2017 wurde Helmut Biermann zum neuen Präsidenten gewählt. Biermann war von 2003 bis 2007 Vizepräsident Leistungssport der DBU und von 2013 bis 2017 Generalsekretär der Confédération Européenne de Billard (CEB) gewesen. Seit 1996 hat er das Amt des Präsidenten des Billard-Verbandes Westfalen inne.

## Präsidium

### Aktuell
Das Präsidium der Deutschen Billard-Union besteht aus folgenden Personen:
- Präsident: Enrico Wahle
- Vizepräsident: Björn Brenner
- Vizepräsident: Christian Deck
- Vizepräsident: aktuell unbesetzt
- Vizepräsident Jugend: Stefan Künzl, zusätzlich Vorsitzender DBJ

Direkt nach Wahl am 25. November 2023 bestellte das Präsidium den hauptberuflichen Vorstand in folgender Besetzung
- Vorstandsvorsitzender: Helmut Biermann
- Vorstand Finanzen & Verwaltung: Manfred Danlowski
- Vorstand Sport: Assja Grünberg

(Stand: 6. Januar 2024)

### Präsidenten

#### DABB, DABV, DBB und DBU (BRD)
| Nr. | Präsident          | von              | bis                | Verband        |              |
| --- | ------------------ | ---------------- | ------------------ | -------------- | ------------ |
| 1   | Kurt Simon         | 18. April 1911   | 30. März 1913      | DABB           | [ 13 ]       |
| 2   | Franz Kübel        | 30. März 1913    | Januar 1921        | DABB           | [ 14 ]       |
| 3   | Robert Court       | Januar 1921      | 17. August 1952    | DABB/DABV/VDBA | [ 15 ]       |
| 4   | Karlheinz Krienen  | 17. August 1952  | 18. Mai 1957       | DABV/DBB       | [ 16 ]       |
| 5   | Willi Richter      | 18. Mai 1957     | 30. März 1958      | DBB            | [ 16 ]       |
| 6   | Karlheinz Krienen  | 30. März 1958    | 24. Oktober 1964   | DBB            | [ 16 ]       |
| 7   | Kurt Hildebrand    | 24. Oktober 1964 | 17. Mai 1969       | DBB            | [ 17 ]       |
| 8   | Helmut Schulz      | 17. Mai 1969     | 30. September 1972 | DBB            | [ 17 ]       |
| 9   | Herbert Faßbender  | 9. Dezember 1972 | 13. Februar 1982   | DBB            | [ 17 ]       |
| 10  | Wolfgang Rittmann1 | 13. Februar 1982 | 22. Juni 2002      | DBB/DBU        | [ 18 ]       |
| 11  | Karl Roßrucker     | 22. Juni 2002    | Juni 2003          | DBU            | [ 19 ]       |
| 12  | Uwe Schwab         | August 2003      | 30. Oktober 2006   | DBU            | [ 19 ]       |
| 13  | Dietmar Greger     | 31. März 2007    | 18. Juni 2011      | DBU            | [ 20 ]       |
| 14  | Manfred Pürner     | 18. Juni 2011    | 18. Februar 2012   | DBU            |              |
| 15  | Hagen Goronczy     | 1. August 2012   | 12. November 2012  | DBU            | [ 21 ]       |
| 16  | Michael John       | 23. Februar 2013 | 13. Mai 2017       | DBU            | [ 22 ] [ 9 ] |
| 17  | Helmut Biermann    | 17. Juli 2017    | 25. November 2023  | DBU            | [ 10 ]       |
| 18  | Enrico Wahle       |                  |                    | DBU            | [ 12 ]       |

Anmerkungen
1 Am 29. Mai 1989 wurde Rittmann zusätzlich zum Präsidenten der Confédération Européenne de Billard (CEB) gewählt, deren Präsident er bis zu seinem Tod im Januar 2016 war. Am 20. November 2010 wurde er in Bad Wildungen zum Ehrenpräsidenten gewählt.

#### DBSV (DDR)
- Walter Krüger (1949–1954)
- Ernst Ströhla (1954–1960)
- Hans Exner (1961–1973)
- Willi Blawid (1973–1978)
- Dieter Henschel (1978–1984)
- Rolf Weiß (1984–1990)

Quelle

## Auszeichnungen
Die Bemühungen und Förderungen der Sportler blieben nicht ohne Folgen. So erhielt Albert Poensgen 1932 als einziger Billardsportler für seine Bemühungen um den Billardsport vom Verband Deutscher Sportjournalisten die Auszeichnung „Goldenes Band der Sportpresse“, die bis heute vergeben wird. Das Silberne Lorbeerblatt, die höchste Auszeichnung im deutschen Sport, erhielten:
1. Walter Lütgehetmann, 1953
2. August Tiedtke, 1957
3. Siegfried Spielmann, 1971
4. Dieter Müller, 1974, 1980
5. Klaus Hose, 1980
6. Martin Horn, 1997
7. Christian Rudolph, 1997
8. Wolfgang Zenkner, 1997
9. Fabian Blondeel, 1997
10. Ralf Souquet, 1997
11. Oliver Ortmann, 1997
12. Franziska Stark, 1997

## Aktivitäten
Die Deutsche Billard-Union ist Veranstalter der jährlich stattfindenden Deutschen Einzel-Meisterschaften im Billard. Dabei werden unter anderem
- die Deutsche Dreiband-Meisterschaft,
- die Deutsche Snooker-Meisterschaft und
- die Deutsche Poolbillard-Meisterschaft

ausgetragen.
Außerdem organisiert der Verband die höchsten deutschen Mannschaftsligen aller Disziplinen des Billardsports. Dies sind:
Karambolage
- 1. Bundesliga Dreiband
- 2. Bundesliga Dreiband
- 1. Bundesliga Mehrkampf
- 2. Bundesliga Mehrkampf
- Bundesliga 5 Kegel
- Bundesmannschaftsmeisterschaft Kegel

Poolbillard
- 1. Bundesliga Pool
- 2. Bundesliga Pool
- Regionalliga Pool

Snooker
- 1. Bundesliga Snooker,
- 2. Bundesliga Snooker,

Zu den wichtigsten Aufgaben gehört die Festlegung verbindlicher Spielregeln für alle Sparten, die Festlegung der Sportordnungen sowie die Festlegung von Materialnormen.
Des Weiteren setzte sich die DBU gemeinsam mit nationalen Verbänden anderer Länder aktiv für die Aufnahme der verschiedenen Billardvarianten in das olympische Programm ein. Seit 1992 ist Billard olympische Sportart, wird aber derzeit nur bei den World Games ausgetragen.

## Internationales Netzwerk

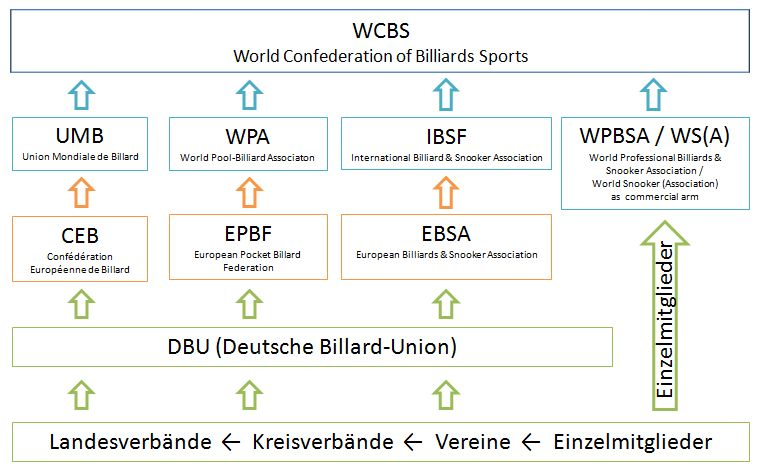
Stellung der DBU im internationalen Verbandsystem

Als Dachverband für den Billardsport in Deutschland hat die Deutsche Billard-Union neben Kontakten zu den Landesverbänden und Vereinen ein weites Netzwerk zu übergeordneten Institutionen. Zu den Partnern der DBU zählen unter anderem:
- Confédération Européenne de Billard (CEB)
- European Pocket Billiard Federation (EPBF)
- European Billiards & Snooker Association (EBSA)
- Union Mondiale de Billard (UMB)
- World Pool-Billiard Association (WPA)
- International Billiards & Snooker Federation (IBSF)
- World Confederation of Billiard Sports (WCBS)

Die DBU ist Mitglied im DOSB und unterliegt den Richtlinien der NADA.

## Landesverbände
Der Deutschen Billard-Union gehören folgende Landesverbände an:
- Bayerischer Billard-Verband e. V. (BBV)
- Billard Landesverband Mittleres Rheinland e. V. (BLMR)
- Billard Landesverband Niedersachsen e. V. (BLVN)
- Billard-Landesverband Sachsen-Anhalt e. V. (BLVSA)
- Billard-Verband Baden-Württemberg e. V. (BVBW)
- Billard-Verband Berlin e. V. (BVB)
- Billard-Verband Niederrhein e. V. (BVNR)
- Billard-Verband Rheinland-Pfalz e. V. (BVRP)
- Billard-Verband-Saar e. V. (BVS) (seit 2013)[29]
- Billard-Verband Westfalen e. V. (BVW)
- Brandenburgischer Billard-Verband e. V. (BBBV)
- Hessische Billard-Union e. V. (HBU)
- Norddeutscher Billard-Verband e. V. (NBV)
- Sächsischer Billard-Verband e. V. (SBV)
- Thüringer Billard-Verband e. V. (TBV)

## Veröffentlichungen
Im Laufe ihrer Geschichte gab die DBU verschiedene Verbandszeitschriften heraus.
- ab Januar 1900: „Internationale Billard-Zeitung“
- ab Januar 1913: „Billard-Zeitung“ (Zeitung für Billard-Clubs)
- ab Mai 1921: „Billard-Zeitung“ (offizielles Organ des Deutschen Amateur-Billard-Bundes bis Dezember 1963)
- ab Januar 1964: „Billard Revue“ (bis Dezember 1964)
- ab Januar 1965: „Billard Sport“ (bis Juli/August 1991), Rolf Kalb war einer der Autoren
- ab September 1991: „Billard Sport Magazin“
- seit der Einstellung eigener Printmedien vergibt die DBU offiziell Aufträge zur Berichterstattung an das deutschsprachige Billardmagazin „touch“